# 10413 Панзеккі
10413 Панзеккі (10413 Pansecchi) — астероїд головного поясу, відкритий 29 грудня 1997 року.
Тіссеранів параметр щодо Юпітера — 3,216.